# Vitória da Encarnação
Vitória da Encarnação O.S.C. (Salvador, 6 de março de 1661 — 19 de julho de 1715), foi uma freira brasileira do Convento de Santa Clara do Desterro de São Salvador da Bahia falecida com fama de santidade. Dentre as primeiras religiosas do Brasil, destacou-se pelas suas elevadas virtudes e busca da perfeição cristã.

## Primeiros anos
Nascida em São Salvador da Bahia, era filha do Capitão de Infantaria Bartolomeu Nabo Correia e Dona Luísa Bixarxe. Teve um irmão e três irmãs, uma das quais entrou juntamente com ela no convento.
Admitida na clausura das Irmãs Clarissas em São Salvador, exerceu de forma contínua a caridade, humildade, paciência e outras tantas virtudes. Amou e socorreu os pobres e doentes que batiam à porta do convento; foi frequente na oração, na penitência e entregou-se sem reservas à sua vocação. Apesar de não ser ainda canonizada é chamada por alguns de "a primeira santa baiana". Viveu, morreu e foi sepultada no convento de Santa Clara do Desterro (mais antigo convento feminino do Brasil), onde parte de suas relíquias encontram-se expostas.
Cinco anos após sua morte, foi biografada na obra História da Vida, e Morte da Madre Soror Victória da Encarnação Religiosa Professa no Convento de Santa Clara do Desterro da Cidade da Bahia, livro publicado em Roma, no ano de 1720, de autoria do Arcebispo de São Salvador da Bahia, Sebastião Monteiro da Vide, o mesmo que em 1706 ordenara sacerdote o eremita Francisco da Soledade, que fundou o Santuário do Bom Jesus da Lapa e da Mãe da Soledade e que também tinha fama de santo.
Vários nomes da literatura brasileira escreveram sobre a Madre Vitória. Entre eles os escritores baianos Sebastião da Rocha Pita, Amélia Rodrigues, Afrânio Peixoto e Pedro Calmon. Este último, escreveu que “guarda-se no convento do Desterro, da Bahia, a piedosa memória de Sóror Vitória da Encarnação, ali falecida em 1715, e em cuja honra o arcebispo Dom Sebastião Monteiro da Vide escreveu o livrinho famoso. Na cela que foi de sóror Vitória, ainda se vê a ‘vera-effigie’, ali mandada colocar pelo prelado, que a conheceu, testemunhando-lhe as virtudes, com a biografia, e a fama, com o retrato”. E conclui, categórico, Pedro Calmon: “É necessário incluir no hagiológio brasileiro essa heroica figura de mulher…”.

## A fundação do convento das clarissas

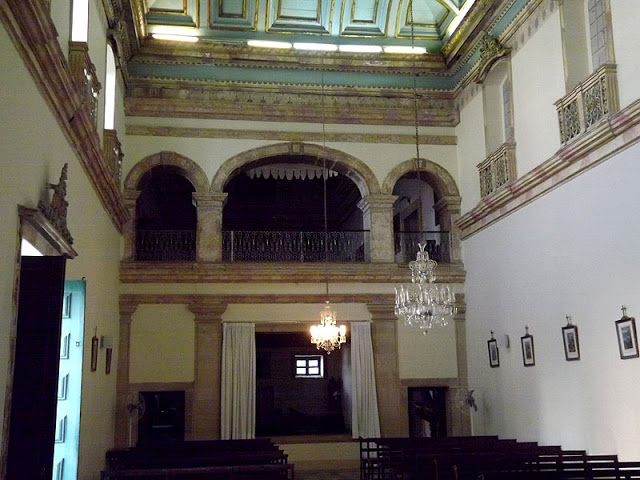
Coro do Convento do Desterro. Na parte inferior estão sepultadas as relíquias da Madre Vitória da Encarnação

Decorreu a infância da menina Vitória num período em que as jovens nascidas na Colônia, destinadas à vida religiosa por opção ou por decisão familiar, eram obrigadas a ingressar em mosteiros e conventos portugueses. Mas a crise dos senhores de engenho, devido a concorrência do açúcar do Caribe, fez com que o envio de meninas para Portugal se tornasse cada vez mais difícil pois as despesas eram muitas. Além disso, a viagem era um grande risco. Havia os assaltos de piratas e os perigos de naufrágio. A Câmara de Salvador e famílias nobres empenharam-se então para que um convento feminino de clausura monástica fosse fundado no Brasil. O pedido foi feito à Coroa portuguesa em 1664, mas foram necessários alguns anos de espera até a fundação do esperado convento.
Passados treze anos, desde o pedido de fundação, somente em 1677, no dia 29 de abril, chegaram à Salvador quatro Irmãs Clarissas Urbanistas do Convento de Santa Clara de Évora que tiveram de permanecer a bordo do navio ainda por alguns dias esperando a conclusão das obras do seu convento que, até então, estava sem o muro necessário à preservação da clausura. Terminadas as obras, desembarcaram do navio e foram recebidas com festa pelos moradores da cidade. Foi então fundado o Convento de Santa Clara do Desterro de São Salvador da Bahia que, até ao ano de 1744, quando foi fundado o Convento da Lapa, era o único mosteiro feminino reconhecido na colônia.
Sobre a sede de santidade das primeiras religiosas deste convento, dentre elas a Madre Vitória, escreveu Sebastião da Rocha Pita, em 1730, no seu livro “História da América Portuguesa”:
Foi crescendo com o amor de Deus a pureza nas religiosas em tal grau, que competiam em santidade, e faleceram algumas admiráveis em prodigiosa penitência e com notável opinião, entre as quais se conta a madre Soror Victória da Encarnação, cuja vida anda escrita por ilustríssima pena, que foi a do senhor D. Sebastião Monteiro da Vide, arcebispo da Bahia, que com voos de águia soube registrar as luzes daquele extático sol.

## Da teimosia à clausura monástica

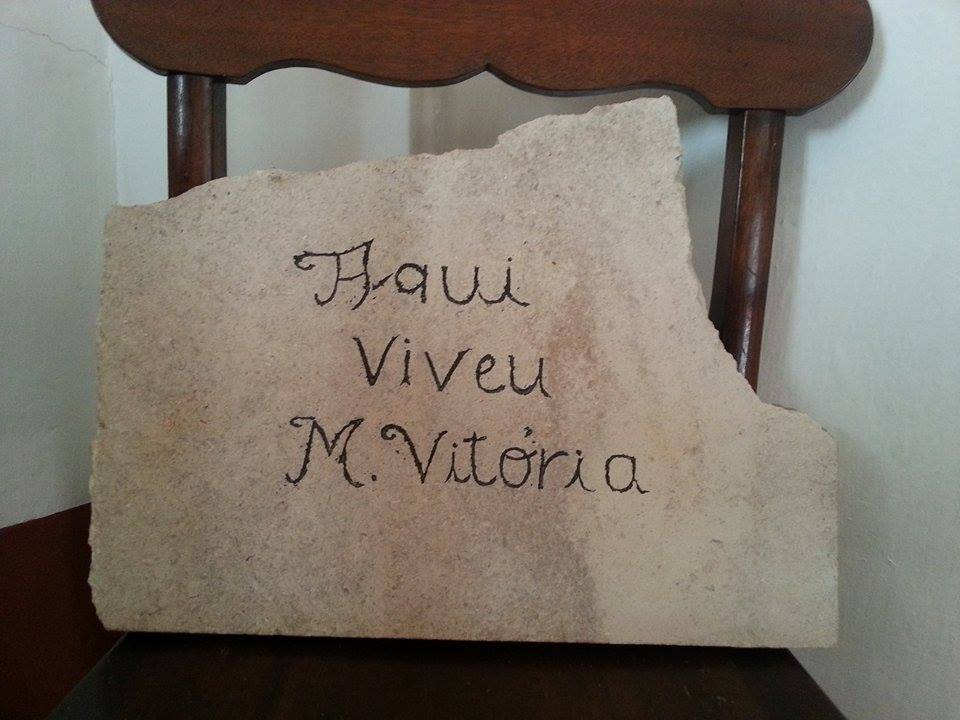
Cela onde viveu Madre Vitória da Encarnação

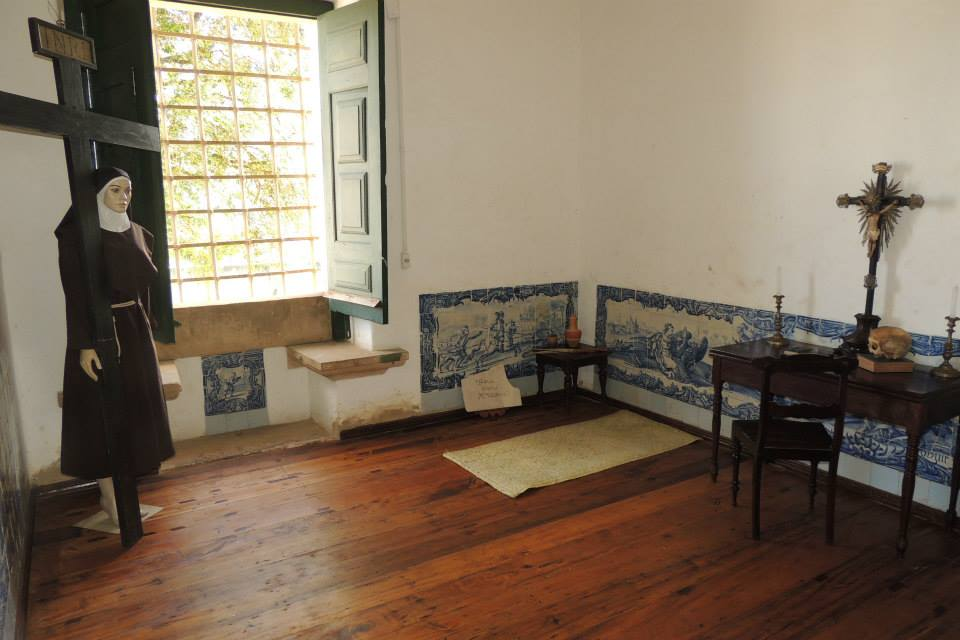
Cela da Madre Vitória

Quando ouvia falar das moças que entravam para o convento e pensava que poderia ser esse também o seu destino, Vitória dizia a seu pai que preferia que este lhe cortasse a cabeça de que fazê-la tornar-se uma freira. Este, preocupado com a aversão de sua filha à vida religiosa, foi falar de sua angústia ao seu confessor, o Padre João de Paiva, jesuíta com fama de santidade e muito venerado pela população de Salvador, falecido em 1681. Nesse encontro o padre João tranquilizou-o profetizando que sua filha seria uma grande religiosa.
Alguns sonhos e visões frequentes com a Virgem Maria e o Menino Jesus teriam perturbado o coração da menina que sempre recusava a possibilidade de tornar-se uma religiosa. Mas uma outra visão aterradora, na qual se viu entre pessoas mundanas dentro de uma embarcação que naufragava, teria dobrado seu coração, fazendo-a descobrir a excelência da vida consagrada e passando a desejar viver em clausura. Pediu então a seu pai que a mandasse para o Convento do Desterro pois estava decidida uma vez por todas a consagrar sua vida a Deus.
Ingressou, juntamente com sua irmã mais velha, no convento das clarissas, sendo admitidas no noviciado em 29 de setembro de 1686 e fazendo profissão religiosa no dia 21 de outubro do ano seguinte, conforme escreveu Dom Sebastião Monteiro da Vide:
Com tais mostras de aproveitamento completou Victoria o seu noviciado, aos trinta de setembro do seguinte ano; mas por devoção especial, em que a acompanhou sua irmã mais velha a Madre Soror Maria da Conceição, quis professar, como o fizeram ambas a vinte e um de outubro, dia das Onze Mil Virgens, festejadas na cidade da Bahia com alegre, e pomposa celebridade, desposando-se com Cristo na terra pelos votos solenes no mesmo dia, em que no Céu pelo glorioso martírio se tinham desposado com o mesmo Senhor estas prudentes Onze Mil Virgens, como querendo as nossas noviças acrescentar o número, quanto lhes foi possível, fazendo de si mesmas sacrifício.
Recebeu o nome de Vitória da Encarnação e passou a viver de forma radical os votos religiosos de pobreza, castidade e obediência, tornando-se exemplo entre as monjas da clausura. Sua irmã foi a Madre Maria da Conceição.

## Seu amor aos pobres, doentes e desamparados
O âmbito do convento era uma esfera limitada para a intensa caridade da Madre Vitória, e transbordava da clausura para fora dos muros favorecendo a todos quantos fosse possível. Quando exercia o cargo de porteira, muitos pobres ficavam próximos ao portão à sua espera, pois sabiam que não voltariam para suas casas sem algum auxílio. Amante dos desamparados, pedia esmolas às suas companheiras de clausura para o benefício dos mesmos e repartia com eles do que havia no refeitório. Por esses feitos, eles a chamavam de Madre Esmoler. Doava-lhes tudo quanto fosse possível, até a banca sobre a qual dormia e a sua manta, passando a dormir no chão sobre uma esteira, coberta com um lençol de algodão. Foi este o motivo pelo qual a mesma madre não faleceu em sua cela, pois não tendo onde recostar-se, suas irmãs de clausura a levaram para morrer na cela de uma delas.
Era comum que a família de cada uma que fosse acolhida no convento mandasse junto com sua filha uma escrava para servir as religiosas. Essas negras escravas passavam a viver no convento e eram chamadas de servas ou moças. Madre Vitória passou a recusar os serviços das escravas tornando-se serva destas, a tal ponto que passou a ser ridicularizada e chegou a levar uma bofetada na face de uma escrava a quem servia. As outras monjas indignadas, pediram a Madre Vitória que usasse de autoridade e punisse a escrava por sua atitude. A madre por sua vez rejeitou tal sugestão dizendo-lhes que também o Cristo recebeu bofetadas na face suportando com paciência e humildade.
Certa ocasião, duas das escravas vieram a adoecer de varíola, e por já não haver mais o que fazer e pelos riscos de contágio, o médico que as assistia aconselhou as monjas que mandassem as doentes para fora do convento, pois os remédios da medicina já não mais podiam curá-las. Mas a Madre Vitória insistiu para que não as mandassem embora, pois ela mesma cuidaria delas. Fez de sua cela uma enfermaria dando-lhes toda assistência necessária e rezava pedindo a Deus que as curasse. Uma terceira escrava veio a desenvolver a mesma doença e então levaram-na também para que a madre dela cuidasse. Passados alguns dias as três se curaram completamente sem que outras viessem a se contaminar.
Noutra ocasião, trouxeram para o mosteiro um menino com uma grave doença para que fosse cuidado pelas religiosas. O dito menino, cujos pais eram escravos, há dois anos sofria nas mãos de cirurgiões e nenhum deles conseguiu curá-lo. A Madre Vitória, então, inspirada por Deus, percebeu que a criança nunca havia sido batizada e disse às outras monjas que o remédio para ele seria a instrução da doutrina cristã e o batismo. Após breve tempo de catequese, foi enfim batizado e curado daquele mal.
Esses e muitos outros atos de caridade fez a Madre Vitória por aquelas que adoeciam no convento e rezando por elas restituía-lhes a saúde. As orações da madre teriam ainda tirado de um surto de loucura uma moça já desenganada pelos médicos, que haviam dito que a tal doente não mais retornaria ao seu juízo normal. O que a Madre Vitória não podia fazer fora dos muros, pedia a sua família que fizesse. Doentes curados, moribundos assistidos até a morte, pessoas que morriam desamparadas e sem ninguém para enterrá-las, todos esses eram recomendados pela madre aos cuidados de sua família, já que a mesma não poderia ausentar-se da clausura.

## Sua especial devoção ao Arcanjo Miguel e às almas
Depois da sua grande devoção aos sagrados mistérios da vida de Cristo e da Virgem Maria, nutria uma devoção especial a São Miguel Arcanjo, por ser ele o vencedor do demônio e aquele a quem é confiado o cuidado das almas do purgatório. Como tradição herdada de São Francisco de Assis e continuada pelos seus discípulos, fazia com muita dignidade a chamada Quaresma de São Miguel, conforme narrado em sua primeira biografia:
Além do Advento, Quaresma, vigílias do Senhor, da Virgem Santíssima e dos Santos, nas quais todas comia sentada em terra, ou de joelhos e muitas vezes pedindo por esmola o que havia de comer, jejuava também na Quaresma de S. Miguel, em todas as sextas-feiras do ano e três dias da semana a pão e água, ainda que algumas vezes admitia nos tais dias umas ervas mal guizadas e insípidas, entendendo, como é certo, que ordinariamente a abstinência e a virtude dilatam os anos, e o pecado e a gula consomem os dias.
Sufragava continuamente as almas do purgatório oferecendo lhes Missas em seu favor, além de outras orações e penitências. Chamava-as de "minhas amigas" e frequentemente tinha visões de umas que lhe pediam orações para o alívio de suas penas e de outras que lhe agradeciam pelos seus favores. Via ainda os anjos da guarda dessas almas padecentes e os mesmos lhe agraciavam com muitas graças e consolações.

## Fama de Santidade

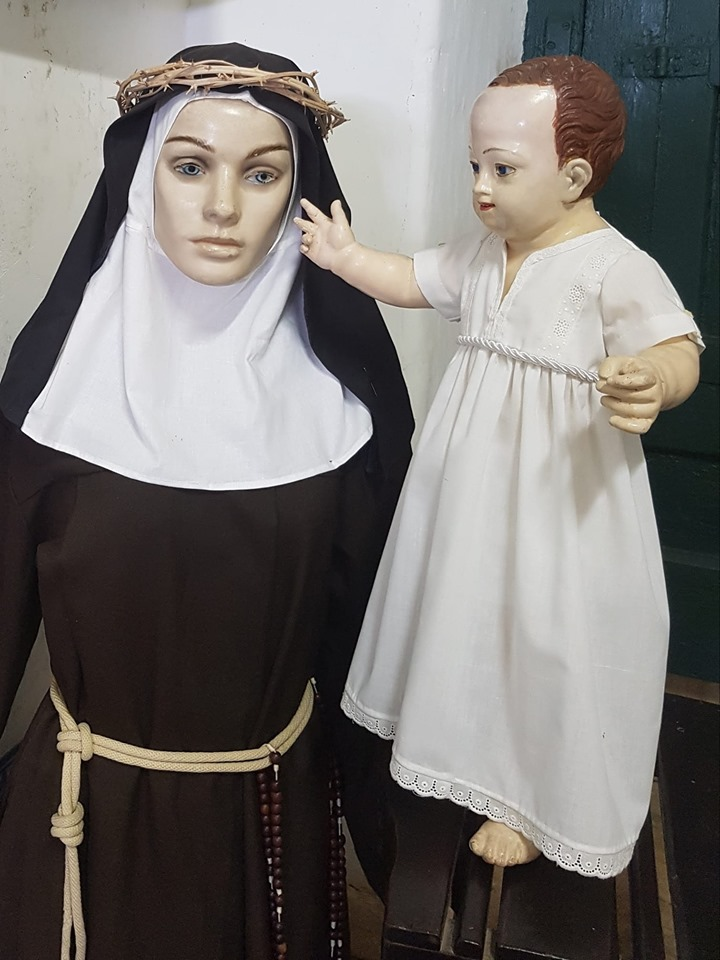
Madre Vitória e o Menino Jesus

De entre todas as religiosas que passaram pelo convento do Desterro, a Madre Vitória foi aquela que mais se destacou pela sua vida virtuosa. Praticou a humildade, a caridade, o desapego dos bens materiais, a oração contínua, a busca da perfeição espiritual e diversas outras virtudes que fizeram com que fosse reconhecida por muitos, como uma santa em vida. Suportou com paciência e coragem as humilhações e incompreensões pelas quais passou. Dentro do convento considerava-se a menor de todas e serva de todas.
Fazia suas refeições sentada no chão e nunca comia carne. Quando o sabor de alguma comida aguçava-lhe o prazer do paladar, misturava cinzas para alterar o gosto. Alimentava-se por necessidade e não por prazer. Em uma de suas frequentes visões, teria visto o Cristo com a cruz às costas dizendo-lhe: "Esposa minha, vem e segue meus passos". Desde então, começou a percorrer as estações da Via Sacra com uma grande cruz às costas e uma coroa de espinhos à cabeça a exemplo de Jesus. Usava ainda cilício e praticava auto flagelação, além de outras mortificações.
Sendo mística e penitente, teve diversas visões sobre as penas que sofrem as almas do purgatório, chegando a ter seu ombro queimado, numa delas, pelos dedos em chamas de uma alma que lhe pedia sufrágios. O fogo queimou seu hábito deixando o formato de três dedos impressos na sua pele. Possuía alguns dons extraordinários como o da profecia e da transfiguração, que ocorria com frequência nas sextas-feiras. Uma dessas transfigurações ocorreu diante de todas as religiosas durante uma procissão que faziam no interior do convento e foi narrada pelo seu biógrafo, Dom Sebastião, conforme Frei Antonio de Santa Maria Joboatão:
Estando já a procissão preparada, armava-se a Madre Victória com a sua cruz e coroa de espinhos, seguia de joelhos o andor do Senhor, e a poucos passos lhe brotavam nas faces duas rosas, com cuja púrpura avivando-se o desmaiado e penitente do rosto, arrebatava as atenções das que a viam, não podendo reprimir as lágrimas da devoção que lhes causava esta devota penitente - Se a vara de Moises figura da cruz fazia brotar água de uma dura pedra, que muito, que o lenho da Cruz figurado no que tinha nas costas a Madre Victória, com tanta devoção, fizesse mananciais fontes aos olhos, ferindo corações brandos, pios, e religiosos.

## Dom de localizar pessoas, animais e objetos desaparecidos
Possuía a Madre Vitória diversos dons sobrenaturais e também por isso já era em vida considerada uma santa. Um desses dons era a capacidade de localizar pessoas, animais e objetos desaparecidos. Por esse motivo muitos recorriam a ela na esperança de encontrar o que procuravam. A Madre dizia sempre que quem se encarregava disso eram as benditas almas a quem ela chamava de “minhas amigas”.
Se alguma das internas do convento perdia qualquer objeto, recorria depressa à Madre Vitória. Quando ela mesma não entregava o referido objeto nas mãos de quem o procurava, descrevia perfeitamente o local onde o mesmo se encontrava. Da mesma forma recorriam à Madre algumas escravas quando perdiam alguns animais da sua criação. Com suas orações, fazia reaparecer o que estava perdido.
Sobre este seu dom e sobre aqueles que a ela recorriam, escreveu Dom Sebastião que “não só para aparecerem coisas perdidas, mas também para constar se algumas pessoas ausentes estavam com saúde e se chegariam com brevidade…”
Em certa ocasião, estando uma religiosa aflita com o desaparecimento de um navio, no qual vinha de Portugal um provincial do Carmo, recorreu à Madre Vitória para que rogasse por esta intenção, ao que ela respondeu que o navio chegaria em alguns dias, o que de fato aconteceu. Também noutras ocasiões, por falta de notícias de viajantes no mar, a mesma religiosa recorreu à Madre Vitória e em todas elas se cumpriu o que lhe disse a Madre.

## Suas companheiras na penitência e oração

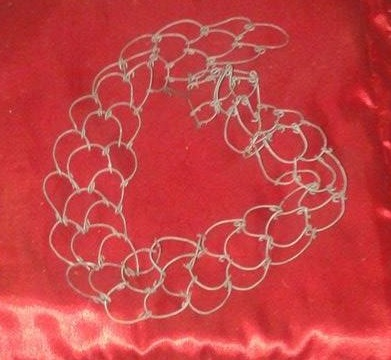
Cilício usado pela Madre Vitória da Encarnação

Com sua vida exemplar de penitência e oração, a Madre Vitória atraiu para si algumas religiosas do mesmo convento que se tornaram suas companheiras nos exercícios de piedade. Foram duas as que se fizeram mais próximas dela na vivência de tais práticas: a Madre Margarida da Coluna (segunda naquele mosteiro com este nome), que foi acolhida no referido convento apenas três meses após a entrada da Madre Vitória, e a Madre Maria da Soledade, que entrou no ano seguinte, menos de dois meses após a Madre Margarida.
Dentre as transcrições contidas nos escritos de Frei Jaboatão sobre a vida virtuosa de algumas religiosas do Convento do Desterro, na que diz respeito à Madre Margarida da Coluna, lê-se:
Foi companheira nas penitências da Madre Victória, e em velarem toda a noite, e dia no coro nas mais devoções, e as ficou continuando depois de morta a companheira.
E ainda:
Nestes santos exercícios por morte da Madre Victória, ficou continuando com a Madre Maria da Soledade, que todas três floreceram ao mesmo tempo, ficando por morte da Madre Victoria as duas companheiras a Madre Maria da Soledade, e a Madre Margarida da Coluna.
O mesmo frade também escreveu, ao iniciar a transcrição da vida da Madre Maria da Soledade, escrita após sua morte pela Madre Margarida da Coluna:
A saudosa e veneranda recordação da Madre Victoria, se segue a da religiosa, e também veneranda Soror Maria da Soledade, companheira sua nos exercícios da 
virtude e exemplar da vida.

## Morte santa e profecias realizadas

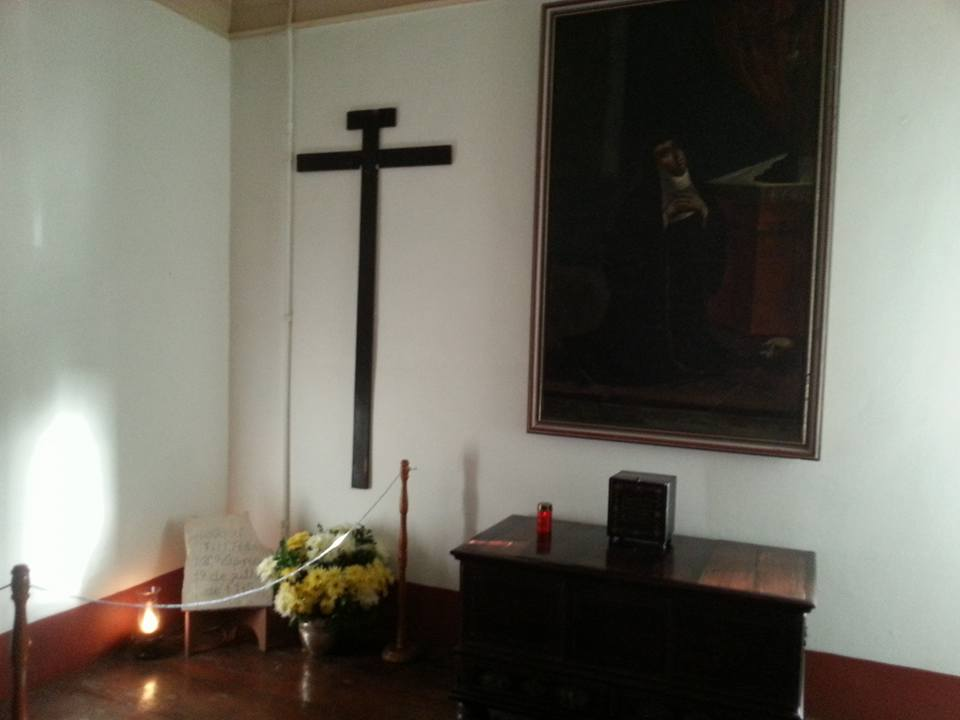
Local onde a Madre Vitória fez o seu trânsito para o céu

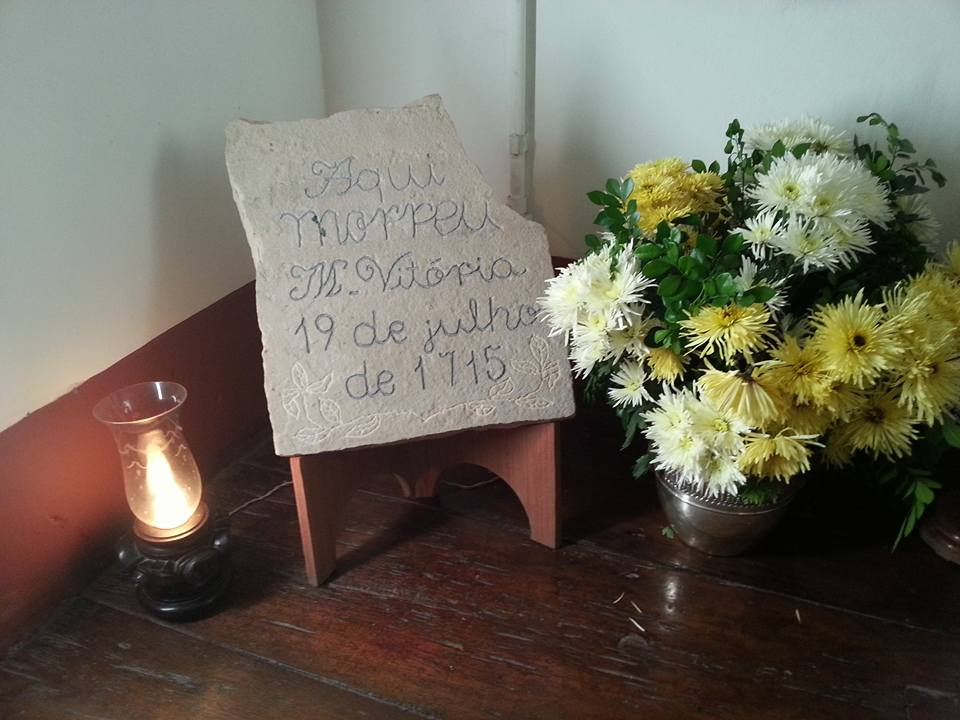
Local da morte da Madre Vitória

Vindo a falecer uma das monjas do convento, a Madre Vitória avisou suas irmãs que a próxima morte seria a sua. Muito fraca pelos jejuns e penitências as quais se submetia, foi atendida por um médico que recomendou as monjas que dessem-lhe os remédios prescritos por ele. Quando recebia os medicamentos das irmãs, dizia-lhes que elas não deveriam se enganar, pois estava próximo o dia da sua partida e que seu remédio era a morte.
Uma das moças que serviam o convento, desejava ardentemente tornar-se monja, mas a entrada de novas religiosas estava impedida devido a lotação da clausura. Não havia sequer uma cela disponível. Além disso havia uma grande fila de espera de muitas moças que também aguardavam sua admissão. A Madre Vitória teria profetizado a esta de que ela seria a mais nova religiosa daquela casa. Mas sabendo de todas as dificuldades, a moça questionou como seria possível. A Madre Vitória teria lhe respondido que ela ficaria em seu lugar. E aconteceu que tendo falecido a madre, tudo aconteceu conforme predito. A moça foi admitida como a mais nova religiosa do convento e ocupou a cela onde viveu a madre.
Fez a Madre Vitória, antes de morrer, diversas recomendações às suas irmãs. Não queria possuir nada no dia da sua morte; queria ser enterrada sem caixão e usando o hábito religioso das outras, pois já não queria levar consigo nada que tivesse lhe pertencido na terra. Pediu ainda que fosse levada à sepultura pelas mãos das moças que serviam ao convento, pedido este que as irmãs disseram que não seria atendido, pois somente a elas cabia levar seu corpo. Madre Vitória teria então profetizado que seu corpo não sairia dali se não fosse pelas mãos das moças. O que veio a acontecer, pois quando as irmãs levavam o esquife com seu corpo para a sepultura, o mesmo tornou-se tão pesado que não saía do lugar. Somente quando chamaram as moças, conforme o pedido da madre, é que o esquife tornou-se leve e pode ser levado pelas mãos das mesmas.
Faleceu em odor de santidade às 3 horas da tarde de uma sexta feira, 19 de julho de 1715 com 54 anos de idade. Durante as primeiras horas após sua morte um suave perfume inundou o convento e pode ser sentido por todas que ali habitavam. Realizando seu desejo, as monjas vestiram-na com peças dos hábitos religiosos das mesmas. Uma cedeu-lhe o véu, outra a túnica, outra o cordão, sendo enterrada livre qualquer coisa que tivesse lhe pertencido em vida. No local de sua morte conserva-se uma pequena placa de pedra onde lê-se: "Aqui morreu M. Vitória 19 de julho de 1715".
Ao espalhar a notícia de sua morte, uma grande multidão correu para a porta do convento. Muitos entregavam seus rosários, medalhas e lenços às monjas, pedindo que estas tocassem tais objetos no corpo da madre a quem consideravam uma santa. Mas o fluxo de pessoas diante do convento aumentou de tal maneira que as irmãs se viram obrigadas a não mais atenderem aos que continuavam chegando. Aqueles que conseguiram ter seus objetos tocados no corpo da madre, guardavam-nos como verdadeiras relíquias e os levavam para pessoas doentes que se curavam em contato com os mesmos.
Na lápide de sua sepultura está escrito em letras maiúsculas e em português antigo: "NESTE LUGAR ESTÃO DEPOZITADOS OS HOSOS DA VENERAVEL M. VITORIA DA EMCARNAÇÃO RELIGIOSA DE RARAS VERTUDES Q. FALECEU DE HIDADE DE 54 ANNOS NESTE COMVENTO DE NOSSA M. S. CLARA AOS 19 DE IULHO DE 1715 ANNOS".
Madre Vitória da Encarnação passou a ser venerada mais ainda após sua morte, pois quem a havia conhecido espalhava entre os outros a sua boa fama, sendo chamada de "a santa da Bahia". Foi considerada modelo de penitência conventual e de piedade feminina pelo então Arcebispo da Bahia, Dom Sebastião Monteiro da Vide, que desejando que a Igreja a reconhecesse oficialmente como santa, publicou em Roma um livro sobre sua vida, cinco anos após o falecimento da mesma, conforme exigiam as normas do Vaticano para abertura de causas de beatificação. Mas Dom Sebastião veio a falecer dois anos após a publicação da biografia da madre e os seus sucessores não seguiram adiante com o processo.

## O passarinho misterioso

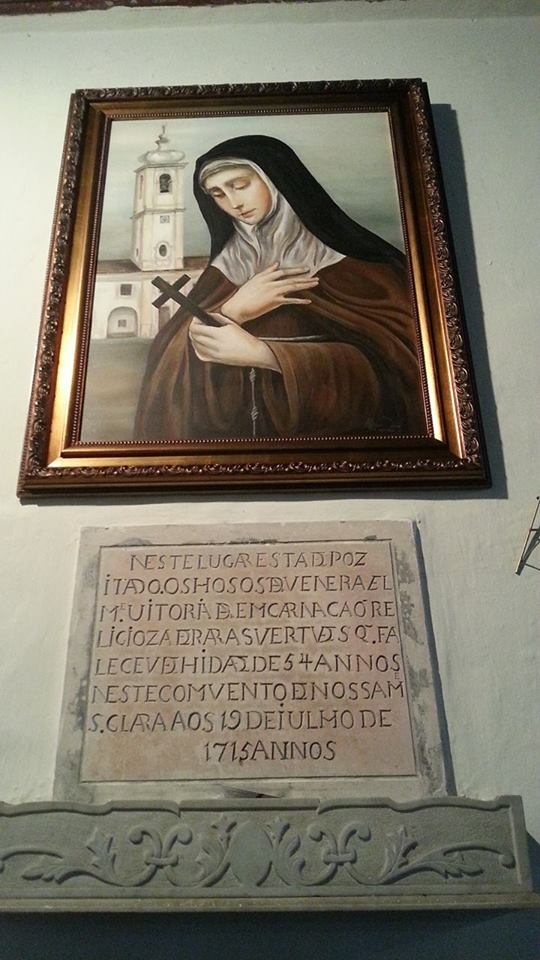
Lápide da Madre Vitória da Encarnação no convento do Desterro da Bahia

Após a morte da Madre Vitória, um misterioso passarinho apareceu algumas vezes no Convento do Desterro, sendo interpretado como sinal divino. O próprio Dom Sebastião narra em seu livro a primeira aparição desse passarinho, que voava velozmente pelos espaços internos do convento, como nunca antes visto acontecer a um passarinho comum. E depois de impressionar a todos os que ali estavam com seu magnífico voo, desapareceu. Tal fato se deu durante os ritos fúnebres da santa monja e foi interpretado pelo mesmo arcebispo como sinal de que sua santa alma estava voando para a Mansão Divina.
Também por ocasião da exumação da santa madre, o dito passarinho apareceu novamente. Pairava sobre os ossos exumados e voava em direção a uma abertura na parede, sobre uma das portas da parte inferior do coro da igreja conventual. Voltava sobre os ossos da madre e retornava para o mesmo local sobre a porta do coro. Repetiu inúmeras vezes esse percurso até que uma das religiosas interpretou que aquilo seria um sinal de que as relíquias da Madre Vitória deveriam ser depositadas naquele espaço do coro, onde o pequeno pássaro pousava. Após todas as religiosas chegarem à mesma conclusão, o pássaro desapareceu.

## Imaginária e representações

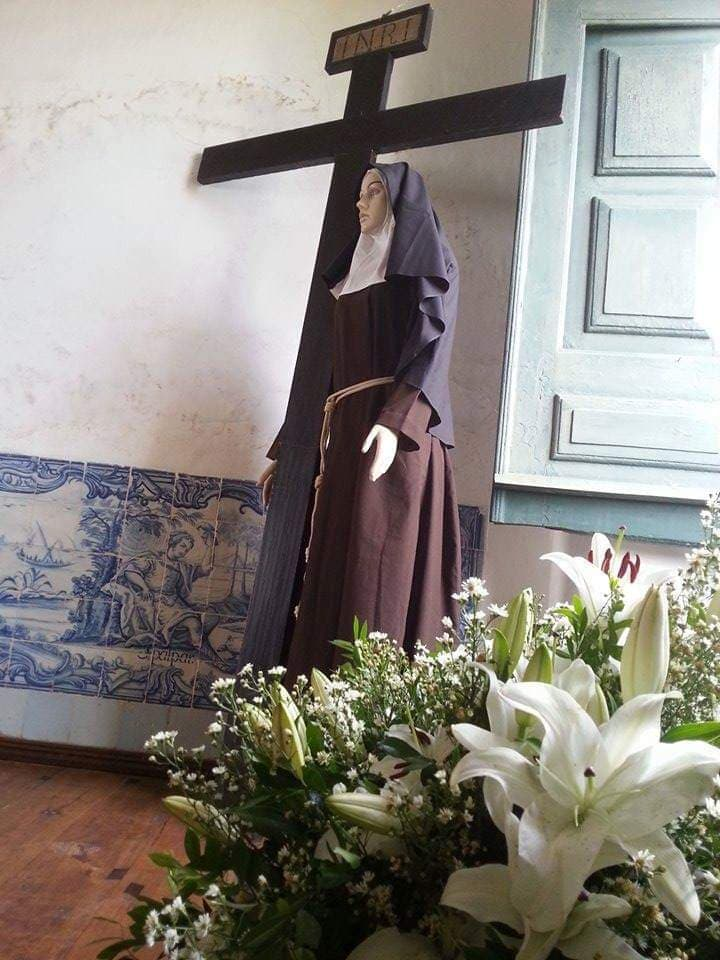
Cela onde viveu Madre Vitória no Convento do Desterro da Bahia

A representação mais antiga da Madre Vitória após sua morte é uma pintura do século XVIII, feita a pedido de Dom Sebastião Monteiro da Vide e colocada na cela do convento onde a mesma viveu. No quadro, a religiosa aparece de joelhos, com as mãos cruzadas sobre o peito e com o olhar elevado, contemplando um crucifixo sobre um altar. No chão à sua frente estão seus instrumentos de penitência (disciplina e cilício) e uma caveira, lembrando as constantes meditações que fazia sobre a morte.
Em algumas das variadas representações mais recentes, a Madre Vitória aparece de pé, tendo na cabeça uma coroa de espinhos e abraçando uma grande cruz, ou contemplando um crucifixo em uma das mãos e na outra segura uma disciplina. Algumas apresentam ao fundo o Convento do Desterro e/ou a caveira ou um lírio, símbolo da pureza.
Além dessas atribuições (a cruz, a coroa de espinhos, a caveira, o lírio, a disciplina e o cilício) outros objetos, figuras ou símbolos podem estar associados à imagem da Madre Vitória, como o pão, um passarinho e um pato. O pão, símbolo da sua caridade para com os pobres que batiam a porta do convento; o passarinho, que apareceu misteriosamente em algumas ocasiões após sua morte, como quando seu corpo estava para ser enterrado e por ocasião da sua exumação, indicando o local onde seus ossos deveriam ser depositados; e o pato, como uma das figuras sob a qual o demônio lhe teria aparecido.

## Curas, conversões e outros feitos notáveis
Na crença popular a Madre Vitória é invocada na cura de doenças e no encontro de pessoas, animais e objetos desaparecidos. Tal costume deve-se a alguns eventos de sua vida contados pelas religiosas do convento do Desterro ou descritos por seu biógrafo, Dom Sebastião. Mas sua biografia narra, além desses, muitos outros feitos notáveis, seja em vida e após sua morte. Alguns deles foram:
•	Abrigou em sua cela três escravas doentes de varíola e desenganadas pelos médicos. Fez da cela uma enfermaria e cuidou das doentes, intercedendo dia e noite por elas até que ficaram curadas.
•	Intercedeu por uma moça em surto psicótico que, segundo os médicos, nunca mais voltaria ao juízo normal. A moça que vivia junto com as religiosas foi mandada para ser cuidada pelos parentes da madre, mas em poucos dias retornou ao convento totalmente recuperada da crise e nunca mais voltou a tê-la.
•	Sugeriu que fosse administrado o batismo a um menino, filho de escravos, que estava morrendo, para que ficasse curado. A criança foi curada ao receber o batismo.
•	Estava uma noite a se auto-flagelar quando passava um homem fora dos muros do convento.  O homem, que caminhava para matar um rapaz, se converteu ao ouvir o barulho das chibatadas e no dia seguinte bateu à porta do convento para agradecer à penitente desconhecida que o fez mudar de vida.
•	Além das experiências místicas que teve de forma privada, transfigurou-se algumas vezes diante das outras religiosas durante as orações e outros ofícios comuns da comunidade.
•	Fez diversas profecias que se realizaram em vida ou após sua morte.
•	Alguns meses após seu falecimento, foi invocada por uma religiosa idosa que estava no leito de morte. A moribunda ficou curada ao segurar o cordão que lhe pertenceu.
•	Curou ainda outra religiosa de um tumor na garganta ao usarem como remédio terra da sua sepultura.
•	Curou uma menina que estava sendo cuidada pelas religiosas do convento do Desterro. A menina gravemente doente implorava que a Madre Vitória a ajudasse até que veio a adormecer. Ao acordar estava curada.
Estes e outros tantos casos foram narrados na biografia da Madre Vitória. Outros relatos mais recentes, mas igualmente admiráveis, estão registrados nas cartas e bilhetes deixados por devotos na cela onde a Madre faleceu ou, ainda, escritos no livro de assinaturas de visitantes que se acha nesta mesma cela.

## Orações à Madre Vitória

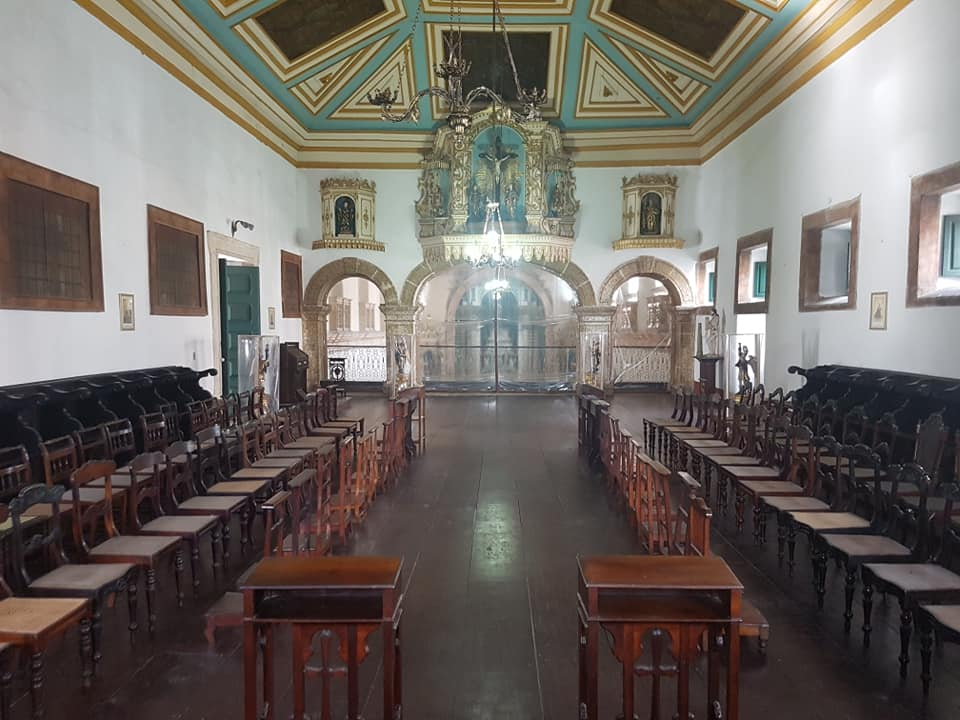
Côro alto do Convento do Desterro

As monjas clarissas do Desterro vieram a alcançar diversas graças de curas de doentes por intercessão da Madre Vitória. Uma das orações de que se tem registro, dirigida a ela após sua morte, foi o pedido de cura que lhe fez uma religiosa idosa, daquele mesmo convento, que sofria frequentemente com terríveis dores e encontrava-se à beira da morte. Tendo a doente recuperado a saúde após a prece, espalhou-se por todo lado a notícia. Tal fato é citado nos escritos de Dom Sebastião, publicados em 1720, e foi transcrito por Frei Jaboatão em sua obra “Novo orbe seráfico brasílico ou Crônica dos frades menores da província do Brasil”:
A uma religiosa das mais antigas, costumava dar uma tal dor, que a cingia toda, e lhe deu em uma noite pelas dez horas e lhe durou até pela manhã, sem lhe valerem os remédios que lhe aplicavam, antes com eles se via às portas da morte. Neste grande aperto lhe lembraram as religiosas que lhe assistiam, a poderosa intercessão da Madre Victória para com Deus; recorreu a ela dizendo: "Minha afilhada do meu coração, vós não éreis tão caridosa em curar os doentes quando viva, não prometestes que se vos vísseis diante de Deus, nos haveríeis de socorrer? Pois vos peço, que me valhais e me alcanceis do mesmo Soberano Senhor, tirar-me esta dor que tanto me atormenta". Aplicou o mesmo cordão (da Madre Victória) sobre a dor, e afirma a dita religiosa, e é pessoas fidedigna, que de repente lhe passara a dor como se nunca a tivera, e também diz que costumando dar-lhe por várias vezes, não lhe repetira mais. E assim devia ser, porque os favores que Deus costuma fazer, por intercessão dos seus servos, são tão grandes, firmes e inestimáveis por todos os títulos e não como os que fazem os homens, que sempre padecem o dezar de limitados e caducos.
Baseando-se na prece daquela religiosa enferma, aqueles que buscam a cura de alguma doença, ou alguma outra graça por meio da sua intercessão, rezam: 
"Oh minha Madre Vitória da Encarnação, vós não éreis tão caridosa quando estáveis neste mundo? Não prometestes que se vos vísseis diante de Deus, nos haveríeis de socorrer? Pois vos peço nesta hora que me valhais e me alcanceis do mesmo Soberano Senhor a graça de que tanto necessito (pede-se a graça). Amém"
Outra oração dirigida à Madre Vitória, pedindo sua intercessão, é a chamada "coroa". Trata-se de um fio de contas que possui em sua extremidade o Tau Franciscano ou uma cruz (onde reza-se o Credo), seguido de uma conta grande (Pai Nosso) e três contas pequenas (Ave Marias). A partir daí segue o fio com 54 contas pequenas (representando a idade que tinha a madre quando faleceu) divididas em seis grupos. Cada grupo de nove contas pequenas é intercalado por uma conta grande. Em cada conta grande reza-se: "Deus Onipotente e Eterno, a quem a Madre Vitória serviu de todo coração, pela intercessão da mesma madre atendei as nossas súplicas". Em cada conta pequena reza-se: "Madre Vitória da Encarnação, rogai por nós".

## Tricentenário do trânsito da Madre Vitória

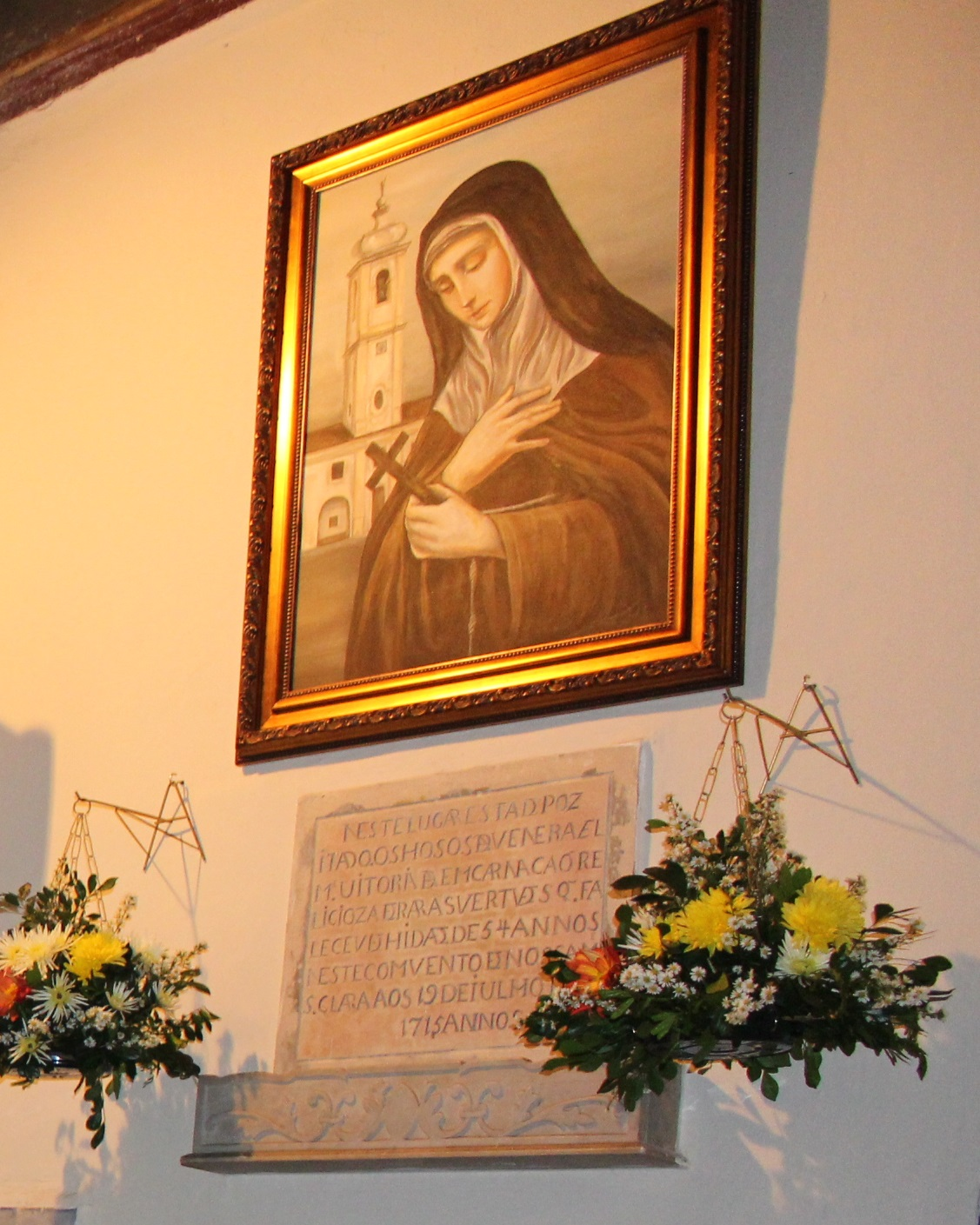
Lápide de Madre Vitória

Por ocasião dos 300 anos da morte da Madre Vitória da Encarnação, em 19 de julho de 2015, no XVI Domingo do Tempo Comum - Ano B do calendário litúrgico romano, o arcebispo de São Salvador da Bahia e primaz do Brasil, Dom Murilo Sebastião Ramos Krieger, celebrou a Santa Missa em sua memória no Convento de Santa Clara do Desterro. O mesmo proferiu em sua homilia as seguintes palavras:
Qual ovelhas em torno de seu Pastor, estamos aqui para escutar o nosso Pastor, nosso Bom Pastor: Jesus. É ele que nos reúne em torno de si, repetindo o que costumava fazer com aqueles que pertenciam ao primeiro grupo de seus discípulos. Ele nos acolhe para nos falar ao coração. Mas antes de escutarmos os seus ensinamentos, ele quer nos escutar; deseja que lhe falemos sobre o que vimos e ouvimos, o que fizemos e ensinamos. Em nosso nome, é a Mãe Igreja que lhe descreve o que testemunhou ao longo de seu caminho, de sua História. Nessa descrição, fixa seu olhar sobre uma filha sua, Madre Vitória da Encarnação, que 300 anos atrás, aos 54 anos, morria aqui, nesta cidade, neste Convento, com fama de santidade.
Madre Vitória da Encarnação é uma prova viva de que Deus jamais abandona o seu povo. Como nos testemunha o profeta Jeremias, ele não abandonou o povo escolhido, mesmo depois de suas inúmeras infidelidades. Permitiu, sim, que o seu povo fosse várias vezes derrotado e deportado, justamente para que não confiasse em armas, no dinheiro e no poder, mas nele, o Pastor de Israel. O Senhor prometeu: “Suscitarei para elas (as minhas ovelhinhas) novos pastores que as apascentem; não sofrerão mais o medo e a angústia, nenhuma delas se perderá”. Deus continua suscitando no meio de nós pessoas que nos obrigam a pensar naquilo que é essencial em nossa vida.
Numa época em que a vida consagrada contemplativa havia perdido muito de seu brilho, Deus fez nascer nesta cidade, e precisamente neste Convento das Clarissas, uma vocação que seria um sinal para suas coirmãs, um sinal para a Igreja. Refiro-me, sim, à Madre Vitoria da Encarnação. Tão forte foi esse sinal que apenas cinco anos após o seu falecimento, o Arcebispo da época, o grande Dom Sebastião Monteiro da Vide, publicou um livro com um resumo da vida desta religiosa.
Mas, como surgiu este Convento que um dia acolheu uma santa tão extraordinária? No dia 29 de abril de 1677, chegaram à Salvador quatro Clarissas do Mosteiro de Évora, Portugal. Por alguns dias precisaram ficar no navio que as trouxe, pois as obras deste Convento, que era chamado de Convento de Santa Clara do Desterro, ainda não estavam concluídas. Acolhidas festivamente pelo povo desta terra, passaram a viver naquele que era o primeiro mosteiro feminino da Colônia portuguesa.
Para as famílias da época, ter uma filha neste Mosteiro dava “status” – motivo, pois, de um certo orgulho. Quis o pai de Vitória que sua filha, que por ocasião da chegada das religiosas portuguesas tinha 16 anos, se tornasse religiosa. A reação que ouviu o surpreendeu: ela preferia que a sua cabeça fosse cortada a tornar-se freira. Mas os caminhos de Deus são surpreendentes: após algumas experiências místicas, a jovem decidiu fazer parte do Convento do Desterro. Ela tinha, então, 25 anos.
Feitos os votos, abraçou decididamente o caminho da santidade – caminho que tinha, naturalmente, as marcas de sua época. Dentre as características da espiritualidade de Madre Vitória da Encarnação, destaco cinco:
1ª – Especial amor à Paixão de Cristo. Era grande o seu espírito de sacrifício. Em seu tempo, dava-se, na Igreja, um lugar especial aos sofrimentos do Senhor. Prova disso era a devoção – que ainda persiste – ao Senhor Bom Jesus, sob vários títulos: do Bonfim, dos Passos, da Lapa etc.; prova disso eram as procissões penitenciais e a valorização de sacrifícios que buscavam unir os fieis aos sofrimentos que Cristo enfrentou e viveu em sua Paixão. Em outras palavras: tentava-se colocar em prática o que Paulo escreveu aos cristãos de Éfeso: Cristo quis reconciliar com Deus os judeus e os pagãos, unindo-os num só corpo, “por meio da cruz”, por meio de seu sangue. Madre Vitória da Encarnação assumiu essa proposta com determinação, o que fez com que ela levasse uma vida sumamente austera, marcada por cilícios, jejuns e renúncias. Hoje, muitos dirão: Como isso era possível? Não havia exageros naquilo que ela fazia? Se formos perguntar aos atletas que estão competindo nos Jogos Pan-Americanos do Canadá o que eles tiveram que enfrentar para tentar ganhar uma medalha, que não levarão consigo para a eternidade; se interrogarmos as modelos e as atrizes de novela sobre as renúncias que fazem para manter seu corpo em forma; se formos entrevistar aqueles que frequentam academias para ter um corpo sarado, veremos que os sofrimentos e as renúncias se repetem ao longo dos séculos, e quase que num mesmo grau. O que muda é a motivação: uns enfrentam tudo isso por Jesus Cristo, em vista dos irmãos e da eternidade; outros, por um momento de glória ou por dinheiro.
2ª – A vida de Madre Vitória da Encarnação foi marcada por uma intensa vida de oração. Dom Sebastião da Vida escreveu a esse respeito: “Ao exercício de tão rigorosas penitências, costumava Madre Vitória ajuntar o da oração fervorosa… Passava a noite em vigílias…” Dormia de duas a três horas. “Gastava o resto da noite, que sempre era a maior parte dela no coro, velando como tocha acesa no amor divino diante do Santíssimo Sacramento, com os braços em cruz, como outro Moisés, ou prostrada em terra, como Cristo Nosso Senhor no Horto, ou em alguma outra devota postura; e depois de longa oração, percorria ora o Caminho da Via Sacra, ora os Passos com a Cruz às costas, e coroada de espinhos”.
3ª – Devoção às almas do purgatório: pelas almas ela fazia orações, oferecia sacrifícios e obras de humildade. Queria, como escreveu Dom Sebastião, “favorecê-las…, encurtando o tempo de seu padecimento”. Nesse sentido, invocava particularmente o Arcanjo São Miguel, convencida de que a “esse bendito alferes da Milícia Celeste” cabia o cuidado das Almas do Purgatório.
4ª – Destacado amor aos pobres: ora os atendia diretamente, especialmente no tempo em que era porteira deste Convento, ora motivava suas coirmãs e a ajudá-los; ou, então, diante de casos concretos, pedia que seus familiares fossem em socorro de famílias necessitadas que haviam pedido a sua ajuda. Sentia, no seu coração, aquilo que ouvimos no Evangelho proclamado há pouco, referente a Jesus: “Viu uma numerosa multidão e teve compaixão, porque eram como ovelhas sem pastor”.
5ª Devoção a Nossa Senhora. Dom Sebastião destaca três características da devoção de Madre Vitória da Encarnação à Mãe de Jesus: a) Sabendo que o que mais agrada à Maria é que seu Filho não seja ofendido em nenhum caso, Madre Vitória “procurava não dar esse dissabor à sua Santíssima Mãe”; b) Fazer todas as boas obras, principalmente as espirituais, com a maior perfeição que fosse possível, em hora e louvor a Nossa Senhora, não só para agradar a Deus, mas também à sua gloriosíssima Mãe; c) Rezar com muita devoção e atentamente o Rosário cada dia, por ser uma devoção admirável e sumamente eficaz. “O Rosário de Nossa Senhora, rezado com devoção, é um caminho direto e certo para o céu”.

Conforta-nos saber que nesta terra do Salvador tenha florescido uma filha que alcançou tamanho grau de santidade. Talvez seu processo de beatificação não tenha progredido pelas dificuldades de comunicação da época. Beatificada ou não, Madre Vitória da Encarnação é um exemplo e um estímulo para todos nós - bispos, sacerdotes, diáconos, consagrados e consagradas, leigos e leigas -, buscarmos o caminho da santidade.

## Resumo cronológico

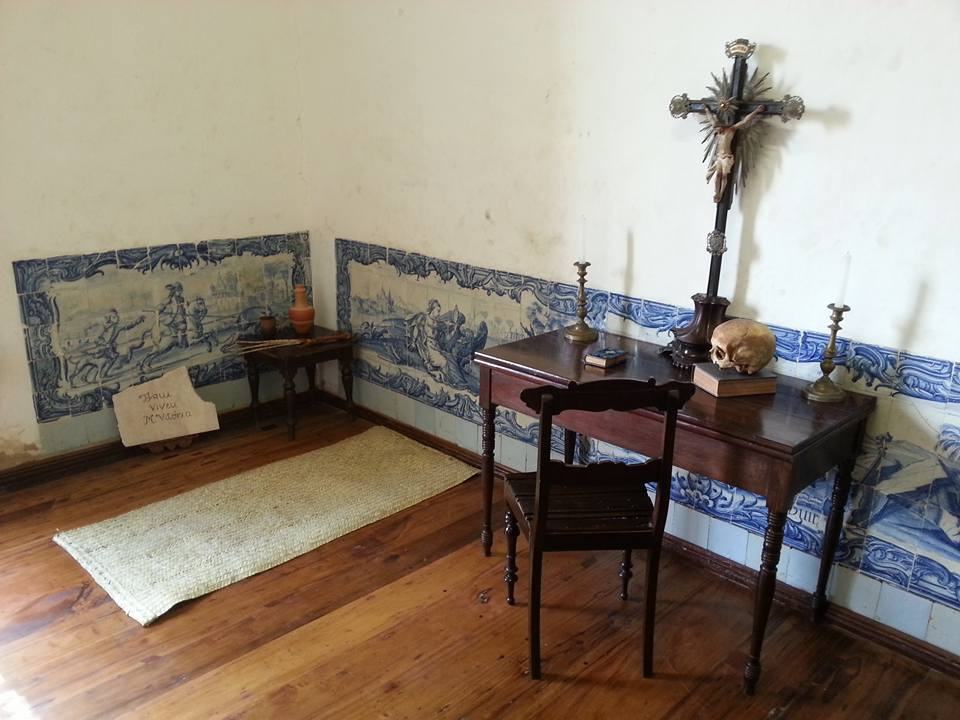
Cela da Madre Vitória da Encarnação

1661 - Nasce Vitória em 6 de março, na cidade de São Salvador da Bahia, então capital da colônia, e no mesmo ano recebe o batismo na antiga Sé da Bahia.
1664 - A Câmara de Salvador pede à Coroa Portuguesa a fundação de um mosteiro feminino em solo brasileiro. Vitória tinha então 3 anos de idade.
1677 - Chegam as primeiras monjas clarissas do Mosteiro de Évora e fundam em Salvador o Convento de Santa Clara do Desterro, primeiro mosteiro feminino do Brasil. Vitória tinha então 16 anos de idade.
1681 - Morre em Salvador o padre João de Paiva, que havia profetizado a entrada de Vitória no convento. Vitória tinha então 20 anos de idade.
1686 - Vitória e sua irmã Maria da Conceição são admitidas no noviciado das monjas clarissas do Convento do Desterro em 29 de setembro. Recebe o nome religioso de Vitória da Encarnação. Tinha então 25 anos de idade.
1687 - Irmã Vitória da Encarnação faz profissão religiosa na Ordem de Santa Clara, no dia 21 de outubro, com 26 anos de idade.
1715 - Madre Vitória da Encarnação, depois de 29 anos de vida monástica e tendo doado tudo o que possuía, é transferida de sua cela, praticamente vazia, para a cela de outra monja devido ao grave estado de saúde e morre com fama de santidade aos 19 de julho, numa sexta-feira às 3 horas da tarde. Seu corpo foi velado durante toda a noite na capela interna do Senhor dos Passos e sepultado no dia seguinte. Tinha 54 anos de idade quando morreu.
1720 - Apenas cinco anos após a morte da Madre Vitória da Encarnação e sendo crescente o número de supostos milagres por intercessão da mesma, o então Arcebispo da Bahia, Dom Sebastião Monteiro da Vide, publica em Roma sua biografia visando a abertura da causa de beatificação. Manda ainda pintar a imagem da venerável madre em uma grande tela que atualmente se encontra na cela onde faleceu a religiosa.
1722 - Morre o biógrafo da Madre Vitória, Dom Sebastião Monteiro da Vide em 7 de setembro, na cidade de Salvador.
1730 - O historiador e advogado baiano, Sebastião da Rocha Pita, cita a Madre Vitória da Encarnação e a obra de Dom Sebastião Monteiro da Vide, em seu livro “História da América Portuguesa”.
1862 - É publicada a segunda parte do “Novo Orbe Seráfico Brasílico”, de Frei Jaboatão, no qual transcreve a biografia da Madre Vitória, publicada em Roma em 1720.
2015 - O arcebispo de São Salvador da Bahia e primaz do Brasil, Dom Murilo Sebastião Ramos Krieger, celebra no Convento do Desterro a Santa Missa em memória dos 300 anos de falecimento da Madre Vitória da Encarnação, em 19 de julho.
2016 - A Congregação para a Causa dos Santos emite o decreto “Nihil Obstat”, em 7 de julho, autorizando a abertura da causa de beatificação da Madre Vitória, que passa a ser chamada, à partir de então, de Serva de Deus Vitória da Encarnação; e em 29 de setembro, na festa de São Miguel Arcanjo no Convento do Desterro, é celebrado o aniversário de 330 anos de entrada da Madre Vitória para a vida religiosa e o dia em que mudou o nome de Vitória Bixarxe para Vitória da Encarnação.
2017 - Aniversário de 330 anos da Profissão Solene de Madre Vitória, em 21 de outubro.
2019 - A Federação das Clarissas do Brasil celebra o encerramento de sua conferência nacional no Convento do Desterro, com Santa Missa presidida pelo arcebispo de São Salvador da Bahia e Primaz do Brasil, Dom Murilo Sebastião Krieger e presença do Arcebispo de Feira de Santana, Dom Zanoni Demettino Castro, em 19 de maio. Neste mesmo dia as clarissas anunciam que serão as autoras do processo de beatificação da Madre Vitória. Em 13 de junho a Federação das Clarissas, em reunião com Dom Murilo Krieger e frei Jociel Gomes, na residência arquiepiscopal, assume oficialmente a autoria da causa de beatificação. Em 29 de junho o frei Jociel Gomes é nomeado postulador da causa. Em 19 de novembro, Dom Murilo Krieger preside a cerimônia de abertura do Processo de Beatificação e Canonização da Madre Vitória da Encarnação, no Convento de Santa Clara do Desterro, seguida de Santa Missa Solene em memória de Todos os Santos da Ordem Seráfica de São Francisco.
2020 - Em 13 de março, aniversário de 300 anos da publicação da primeira biografia da Madre Vitória (Roma, 1720).
2024 - No dia 25 de setembro, Dom Sérgio da Rocha, Cardeal e Arcebispo de São Salvador da Bahia, celebrou solenemente o encerramento da fase diocesana do processo de beatificação junto a Igreja do Convento Santa Clara do Desterro. No dia 17 de outubro, os documentos do processo foram entregues para o Dicastério para as Causas dos Santos para estudo.